# Veliki hrček
Veliki hrček (znanstveno ime Cricetus cricetus) je razmeroma velik glodavec, ki preseže pol kilograma telesne teže in meri do 32 cm v dolžino, brez kratkega repa. Po hrbtni strani je rjavkast, po bokih belo lisast, trebuh pa je črn. Njegov rep je kratek. Ima obustne mošnjičke, v katere spravi nabrano hrano, namenjeno shranjevanju v brlogu.
V podzemnem brlogu, ki si ga izkoplje sam, tudi prezimuje. Spomladansko prebujanje je odvisno od vremenskih razmer. Samci pridejo iz rovov prej kot samice.
Živi do tri leta in pol, plenijo ga ujede, lisice, jazbeci, klateški psi, dihurji in podlasice.

## Razširjenost
Veliki hrček je stepski glodavec z obsežnim, na vzhod segajočim arealom. V srednji Evropi naseljuje kulturno stepo. Na severu Evrope seže do Francije.

## Prehranjevanje
Je pretežno rastlinojed in se hrani z zelenimi deli rastlin, gomolji, semeni, plodovi, itd. Je pa tudi žuželke, polže, kolobarnike in male vretenčarje.

## Veliki hrček v Sloveniji
Veliki hrček je edini predstavnik stepskih sesalcev v slovenski favni. Poseljuje kulturno stepo na dobro odcejenih in suhih tleh. Populacija v Sloveniji leži na skrajnem robu panonske populacije in je domnevno izolirana. Ocenjena je na vsega 100 osebkov, kar je izredno majhno število. V srednji Evropi so hrčka močno prizadele spremembe v načilu kmetovanja, zlasti zgodnje pospravljanje pridelkov. Tako je v nekaterih nemških zveznih deželah na samem robu izumrtja.